# FC Ciudad de La Habana
Il Fútbol Club Ciudad de la Habana (o FC Ciudad de La Habana) è una squadra di calcio cubana dell'Avana affiliata alla Federazione calcistica di Cuba. Ha vinto per 6 volte il Campionato cubano, arrivando seconda in 5 occasioni.
Il suo classico rivale è il FC Villa Clara con il quale disputa il Superclásico del fútbol cubano.
Nel 2011, in seguito alla soppressione della Provincia dell'Avana e alla conseguente creazione delle nuove province di Artemisa e Mayabeque, il FC Ciudad de La Habana è stato rinominato FC La Habana.

## Palmarès

### Trofei nazionali
- Campionato cubano: 6

1978, 1979, 1984, 1994, 1998, 2001

### Altri piazzamenti
- Secondi posti: 5

1980, 1999/00, 2001/02, 2005/06, 2007/08